# 相可駅
相可駅（おうかえき）は、三重県多気郡多気町相可にある、東海旅客鉄道（JR東海）紀勢本線の駅である。
多気駅より多気町の中心に近く、櫛田川を挟んだ松阪市射和町の玄関口でもある。

## 歴史
- 1923年（大正12年）3月20日：鉄道省紀勢東線（現・紀勢本線）相可口駅（現・多気駅） - 栃原駅間延伸時に開設[1]。
- 1959年（昭和34年）7月15日：線路名称改定、紀勢本線所属となる[2]。
- 1962年（昭和47年）2月1日：貨物取扱廃止[1]。
- 1983年（昭和58年）12月21日：無人駅化[3]。荷物扱い廃止[1]。
- 1987年（昭和62年）4月1日：国鉄分割民営化に伴い、JR東海の駅となる[2]。
- 2005年（平成17年）4月10日：この日限りで交換設備撤去、翌日より棒線駅（列車交換が出来ない駅）となる。

## 駅構造
線路西側に単式ホーム1面1線を有する地上駅。簡易駅舎を備える。
多気駅管理の無人駅。2005年4月10日までは相対式ホーム2面2線を有する構造で、西側ホームが1番線、東側ホームが2番線とされ、それぞれ亀山方面、新宮方面列車が発着していた。東側の線路が撤去された後も2番線ホーム自体は撤去されておらず、駅佐奈方に設置された跨線橋も駅東西を連絡する自由通路として利用されている。

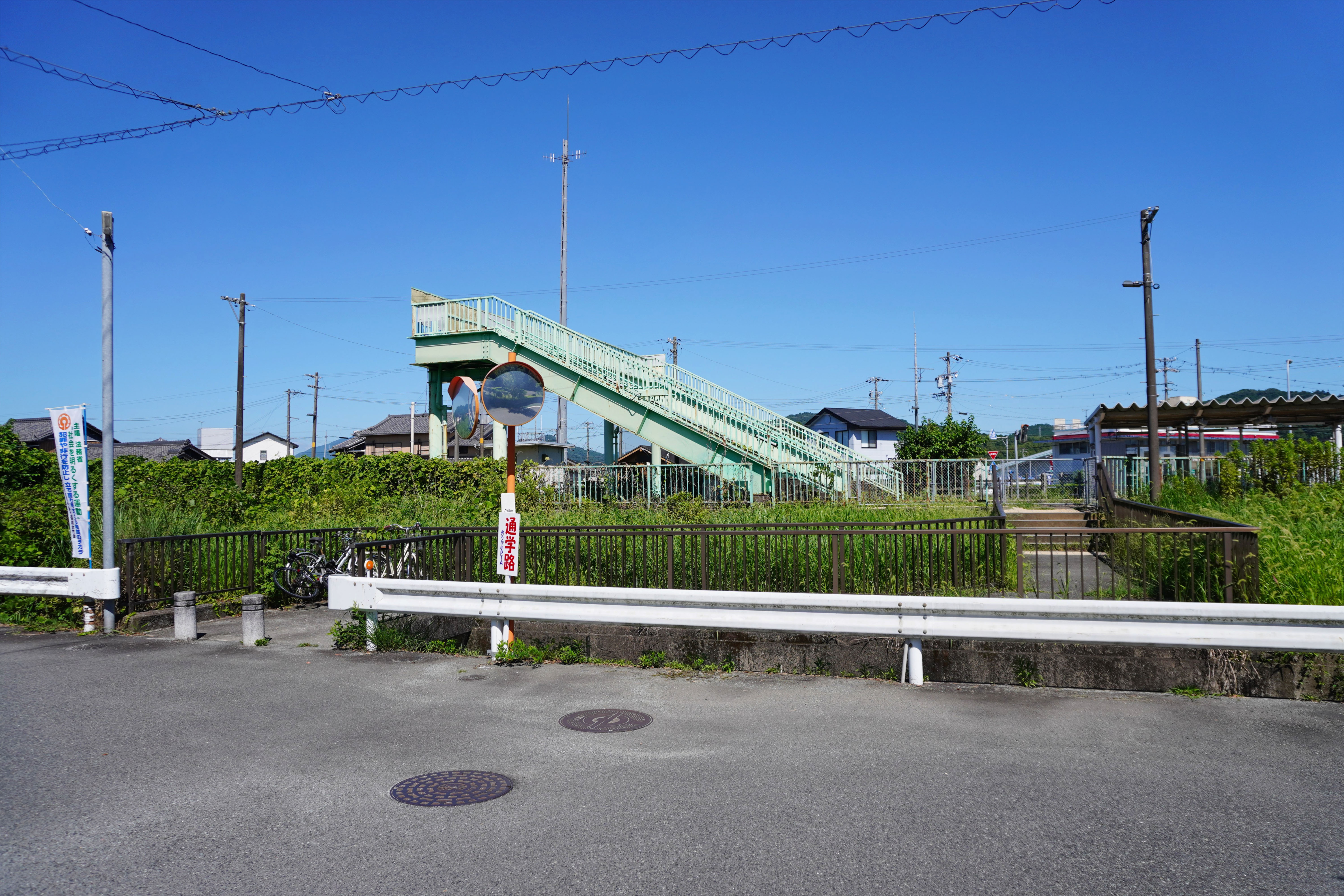
東側出入口（2023年7月）
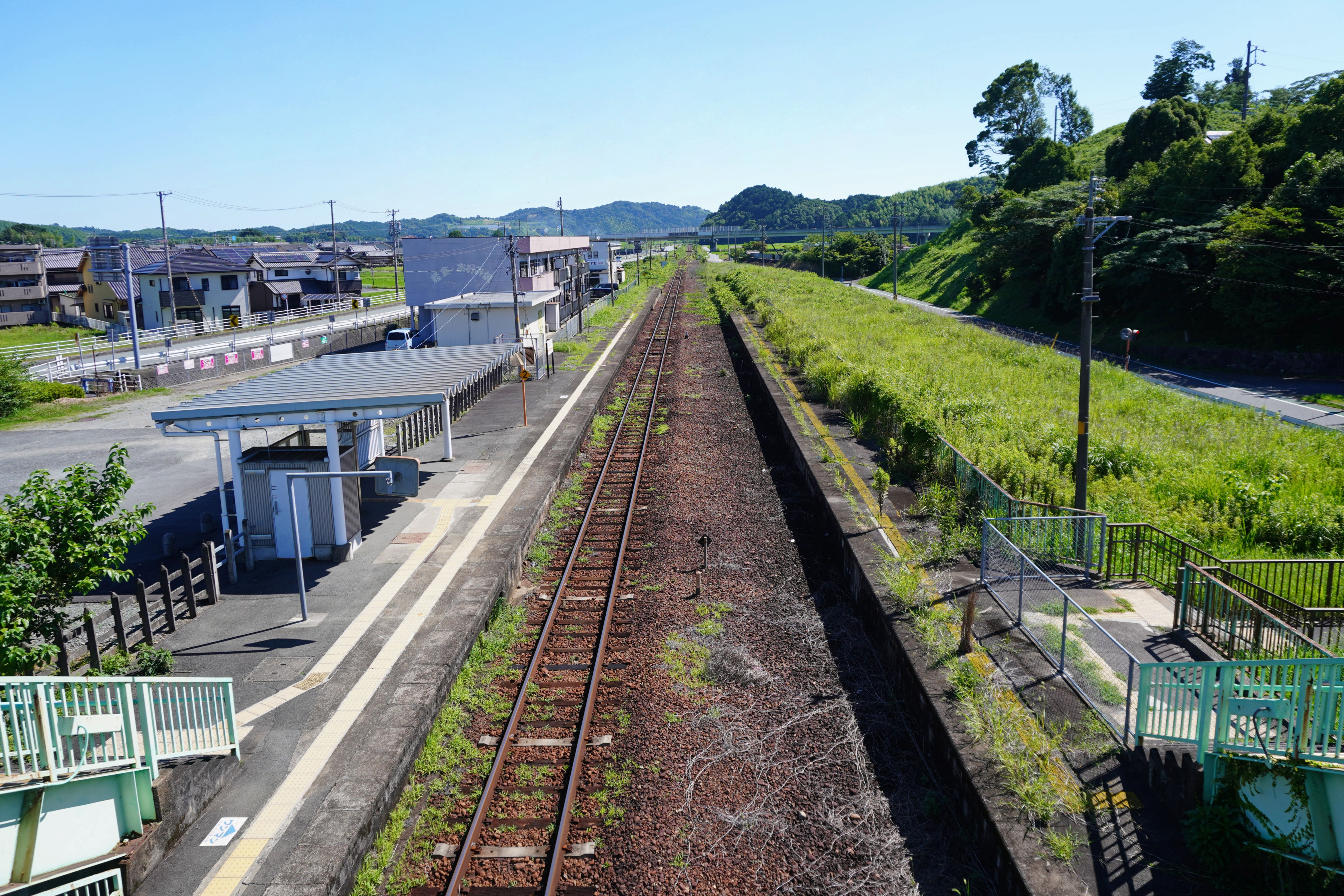
ホーム（2023年7月）

## 利用状況
「三重県統計書」によると、近年の1日平均乗車人員の推移は以下の通り。
駅周辺は住宅も多いが、列車を利用する場合より本数の多い多気駅を利用するものが多い。
| 年度   | 1日平均 乗車人員 |
| ------ | ---------------- |
| 1998年 | 256              |
| 1999年 | 242              |
| 2000年 | 228              |
| 2001年 | 234              |
| 2002年 | 218              |
| 2003年 | 226              |
| 2004年 | 220              |
| 2005年 | 239              |
| 2006年 | 241              |
| 2007年 | 249              |
| 2008年 | 264              |
| 2009年 | 256              |
| 2010年 | 242              |
| 2011年 | 222              |
| 2012年 | 226              |
| 2013年 | 227              |
| 2014年 | 213              |
| 2015年 | 211              |
| 2016年 | 235              |
| 2017年 | 228              |
| 2018年 | 240              |
| 2019年 | 233              |

## 駅周辺
- 相可上神社
- 多気町役場
- 多気町松阪市学校組合立多気中学校
- 多気郵便局
- 多気クリスタルタウン
- 多気工業団地
  - シャープ多気工場
- 三重県立相可高等学校
- 伊勢参宮街道
- 万協フィギュア博物館

## バス路線
- 三重交通
  - 「相鹿上神社」停留所
    - 54系統・55系統：松阪駅前
    - 54系統：三瀬谷
    - 55系統：シャープ正門前

  - 「相可一区」停留所
    - 52系統：松阪駅前 / 大石

- 多気町町営バス
  - 幹線バス：下河田 / 多気駅 / 波多瀬公民館 / 大石
  - 予約運行型小型バス（でん多）
    - 1系統（西相鹿瀬線）・2系統（西池上・下佐奈線）：多気駅
    - 3系統（上佐奈線）：長谷公民館
    - 4系統（五桂・井戸谷線）：多気町役場

## 隣の駅
東海旅客鉄道（JR東海）
■紀勢本線
多気駅 - 相可駅 - 佐奈駅